# Челищев, Дмитрий Михайлович
Дмитрий Михайлович Челищев (13 октября 1879, Чернышня, Калужская губерния — 20 ноября 1964, Москва) — русский и советский архитектор, работал в Москве.

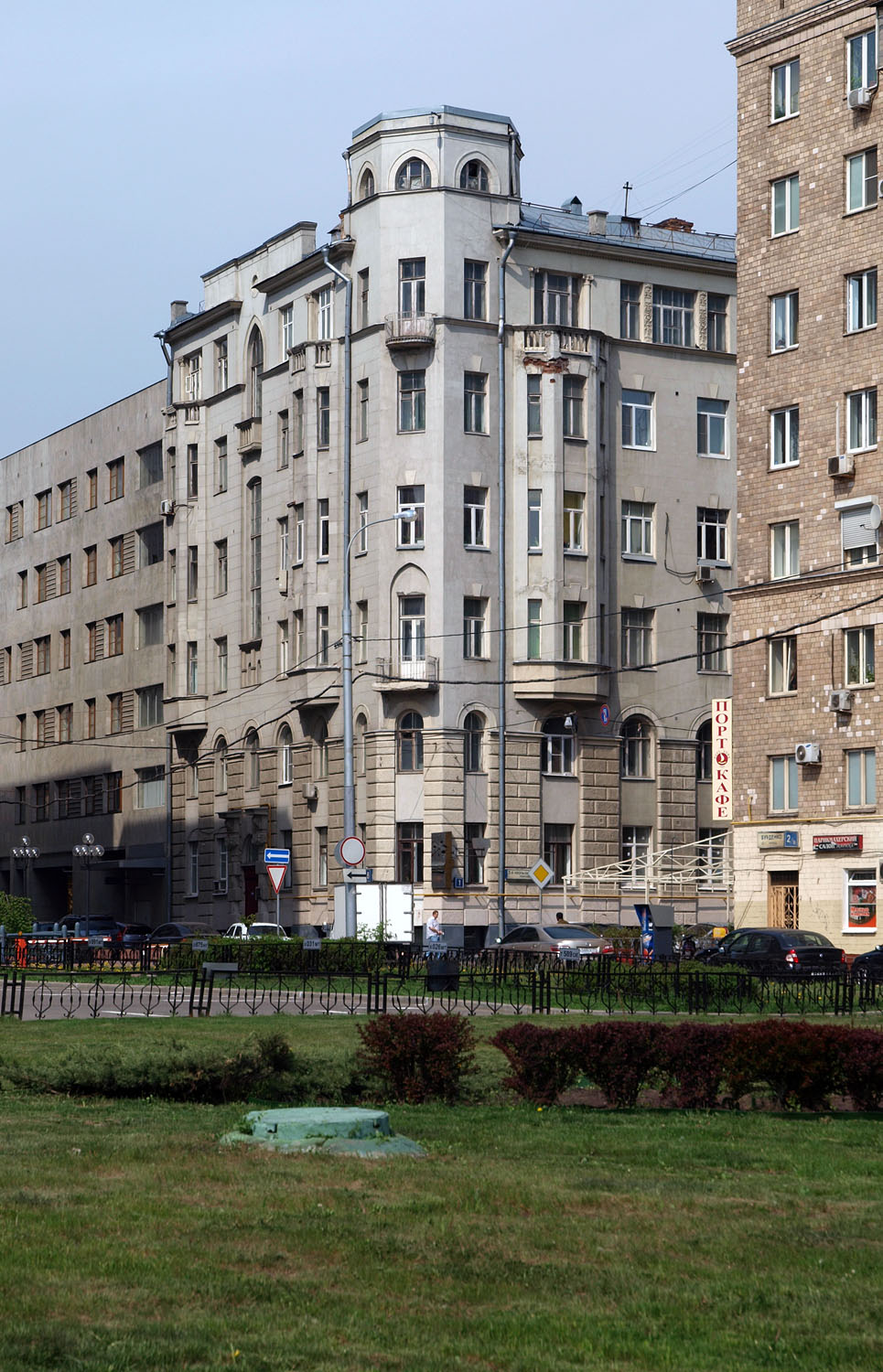
Доходный дом (ул. Бурденко, 8/1)

## Биография
Внебрачный сын потомка знаменитого рода Челищевых. Рано проявил способности к рисованию, но по российским законам как безродный не мог получить долженствующее образование, пока его собственный отец не оформил признание отцовства со всеми полномочиями.
Учился сначала в железнодорожном училище Ельца, лишь с 1904 — в МУЖВЗ, которое окончил в 1911 году со званием архитектора-строителя. Одновременно с учёбой работал у С. У. Соловьёва и А. В. Щусева.
В 1905 году работал помощником участкового архитектора.
В 1911 году получил звание архитектора. Ездил в Италию, Францию и Германию. Член Московского архитектурного общества с 1913 года. Занимался проектированием жилых домов по частным заказам.
В 1917 году возглавил строительный отдел Наркомсобеса. Автор проекта Протезного завода в Москве, проекта реконструкции Воспитательного дома и Шереметьевской больницы. С 1942 года работал в Комитете по делам архитектуры при Совете Министров СССР. В 1947—1950 годах — директор музея Московского высшего художественно-промышленного училища. С 1950 года работал в Министерстве городского строительства и в Главном управлении по охране памятников архитектуры. С 1951 года — в Центральной проектно-реставрационной мастерской Академии архитектуры СССР. В 1956 году вышел на пенсию.
Член Союза архитекторов СССР с 1932 года. На протяжении нескольких лет был членом правления МОСА.
В конце жизни занимался реставрациями зданий, надстройками старых жилых домов. Проживал в коммунальной квартире № 5 в доме 44/28 на улице Сивцев Вражек (на углу с Денежным переулком) в доме с им же спроектированной надстройкой.
Умер 20 ноября 1964 года. Урна с прахом захоронена в колумбарии Донского кладбища.
Дочь Наталья Дмитриевна Челищева, тоже художница, работала художественным редактором в редакции киноизданий, после смерти родителей проживала в той же квартире в арбатском переулке.

## Постройки в Москве
- Городская усадьба П. П. Хрущева — А. А. Котлярева (Гоголевский бульвар, д. 31, стр. 2 и 3). Объект культурного наследия; в кв. № 9 жил Андрей Белый, в 1910—1916 гг. тут же располагалось руководимое им издательство «Мусагет»[5]
- Доходный дом (1909—1914, Староконюшенный переулок, 37),
- Ансамбль доходных домов О. А. Гартман (1910, Гагаринский переулок, 23, строение 1, 2)[6]
- Доходный дом (1910, Трубниковский переулок, 30)
- Доходный дом О. С. Петровской (1912, Сивцев Вражек, 44/28 — Денежный переулок, 28/44). Здесь проживал архитектор Д. М. Челищев (квартира № 5), квартиру А. Р. Изрядновой (№ 14) в 1920-е годы посещал поэт С. А. Есенин[6]. Анна Романовна Изряднова была первой женой Есенина (гражданский брак), с которым имели сына Юрия (расстрелянного в 1937 г.[7]), и в дальнейшем продолжала поддерживать с поэтом дружеские отношения.
- Общежитие сестер милосердия при Марфо-Мариинской обители, организаванное Елизаветой Федоровной (1911, ул. Большая Ордынка, 34а)
- Доходный дом (1912, ул. Тимура Фрунзе (Тёплый переулок), 18)
- Доходный дом (1912, Сеченовский переулок, 7)
- Доходный дом (1912, Никитский бульвар, 7)
- Доходный дом А. К. Расторовой (1912, Большой Спасоглинищевский переулок, 6/1 — Малый Спасоглинищевский переулок, 1/6)[6]. После революции вместе с другим соседними домами был отдан в ведении ЦК КПСС. В доме ныне живёт известный телеведущий Дмитрий Дибров[8]
- Корпуса Иверской общины сестер милосердия на территории Детской больницы № 20 имени К. А. Тимирязева (1910—1912, ул. Большая Полянка, 20). Деньги в размере 80 000 рублей на строительство двух корпусов пожертвовал купец З. Г. Морозовым: «Открытие состоялось в 1911 г. Помимо палат и операционной, оборудованной по последнему слову науки того времени, в них размещались рентгеновский кабинет, лаборатория, стерилизационная камера с автоклавом. В пристроенной амбулатории специалисты вели прием больных».[9]
- Доходный дом А. М. Баумгартен (1913, ул. Плющиха, 53/25)
- Доходный дом В. В. Кандинского (1913, улица Бурденко, 8/1). Дом построен по заказу художника В. В. Кандинского. Живописец в 1915—1921 годах жил в этом доме.
- Дом великой княгини Елизаветы Федоровны (1914, Старомонетный переулок, 33)
- Доходный дом К. А. Колесова (1914, Рождественский бульвар, 19)
- Доходный дом Фокиных (1915, Померанцев переулок, 3)
- Доходный дом (1916, Воротниковский переулок, 2)
- Спроектировал дом инвалидов (1916, Донская улица)